# Tessuto endoteliale
Il tessuto endoteliale è un tipo particolare di tessuto epiteliale pavimentoso non stratificato di derivazione mesenchimale che costituisce il monostrato cellulare che riveste la superficie interna dei vasi sanguigni, dei vasi linfatici e del cuore (endocardio).

## Etimologia
Ancora nel 1856, nel grande trattato di Todd e Bowman (The physiological anatomy and physiology of man), il rivestimento interno dei vasi era indicato come "strato epiteliale". Il primo a riconoscere, con il metodo dell'impregnazione argentica, che i capillari non sono dei semplici passaggi membranosi attraverso i tessuti, ma possiedono una parete cellulare propria, fu Friedrich Daniel von Recklinghausen nel 1860.
Il termine endotelio (dal greco endo-, interno, e telé, capezzolo, per la somiglianza con il rivestimento interno del capezzolo) fu proposto dallo svizzero Wilhelm His senior (1831-1904) nel 1865, durante le sue ricerche in campo embriologico, per indicare il rivestimento interno dei vasi e delle cavità pleuriche e peritoneali (attuale mesotelio), distinguendolo dall'epitelio che costituisce il rivestimento delle strutture anatomiche a contatto con l'ambiente esterno.

## Disposizione e rapporti
Costituisce il monostrato cellulare che riveste la superficie interna dei vasi sanguigni, dei vasi linfatici e del cuore (endocardio).

## Struttura
Le cellule endoteliali sono ancorate a una lamina basale spessa 80 nm ed insieme costituiscono la tonaca intima. La lamina basale è una componente fondamentale del vaso sanguigno, poiché rappresenta l’impalcatura di ogni arteria, vena o capillare. L’interno di questa struttura è rivestito da cellule endoteliali, mentre l’esterno è coperto da cellule muscolari lisce o periciti. Le cellule endoteliali sono in grado di sintetizzare praticamente tutte le proteine che costituiscono la lamina basale e di produrre gli enzimi necessari al suo rimodellamento, come le metalloproteinasi della matrice.

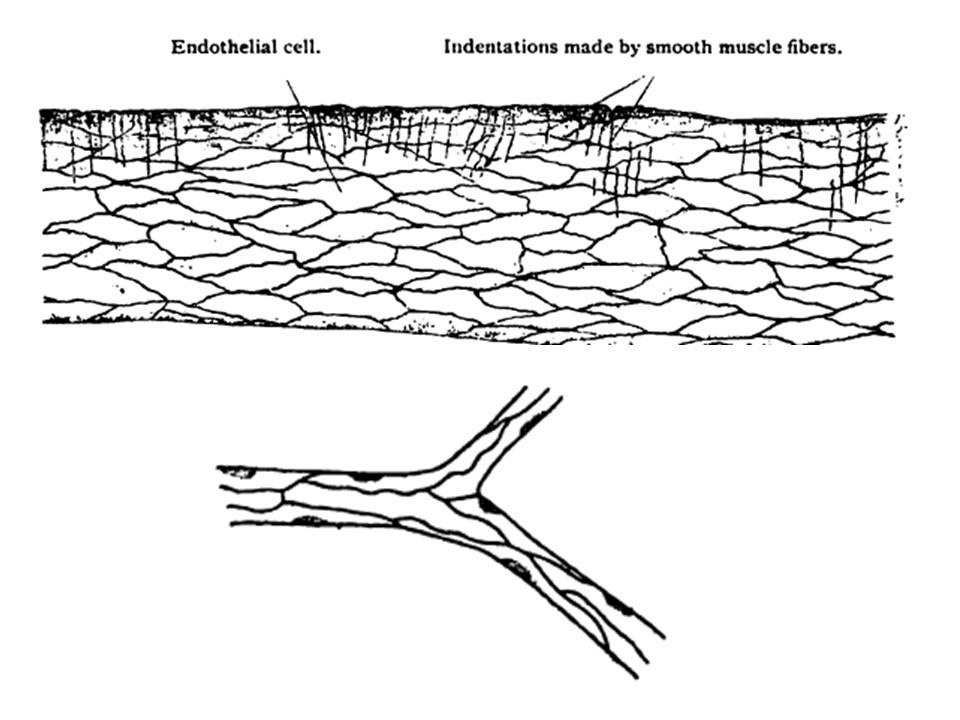
In alto. Endotelio di arteria mesenterica. In basso. Capillare.
Modificato da: Stohr's histology, 1906.

Nella parete del vaso sanguigno, le cellule endoteliali sono orientate lungo l’asse del vaso, in modo da minimizzare le forze di stress da taglio esercitate dal flusso sanguigno. Sebbene l’endotelio sia costituito da un singolo strato di cellule, si stima che nel corpo umano ci siano circa 10 a 60 × 10¹² cellule endoteliali, che occupano una superficie di circa 300 a 1000 m².
Oltre che dalle varie forme, l'eterogeneità strutturale delle cellule endoteliali è rappresentata tra l'altro da:
- diversi livelli di componenti strutturali del percorso endocitico, come le fossette rivestite di clatrina
- diversi livelli di componenti del percorso di transcitosi, come le caveole
- diversi gradi di espressione dei principali tipi di giunzioni intercellulari: giunzioni strette, giunzioni aderenti e giunzioni gap
- composizioni variabili del glicocalice e dello strato superficiale endoteliale associato, uno strato stazionario molto più spesso del glicocalice che esclude i globuli rossi

L'eterogeneità delle cellule endoteliali è legata sia a fattori intrinseci, cioè genetici, sia a fattori estrinseci, cioè cause ambientali come:
- la posizione nel corpo
- la presenza di mediatori solubili
- il contatto cellula-cellula
- le interazioni cellula-matrice
- il pH
- la pressione parziale dell’ossigeno (pO₂)
- le forze meccaniche (come lo stress da taglio e i vincoli fisici)

### Classificazione
Sulla base del tipo di contatto che si stabilisce tra le cellule endoteliali, l'endotelio viene classificato in:
- continuo
- fenestrato
- discontinuo

L’endotelio continuo si trova nella maggior parte delle arterie, vene e capillari del cervello, della pelle, dei polmoni, del cuore e dei muscoli. Le cellule endoteliali sono unite da giunzioni strette e ancorate a una membrana basale continua.
L’endotelio fenestrato è anch’esso associato a una membrana basale continua ed è caratterizzato dalla presenza di pori transcellulari larghi 50–60 nm, sigillati da un diaframma spesso 5–6 nm. Questo tipo di endotelio si osserva nei tessuti con un elevato trasporto trans-endoteliale o con un ruolo di filtrazione accentuato, come le ghiandole endocrine ed esocrine, il tratto gastrointestinale, il plesso coroideo, i glomeruli renali e alcune sub-popolazioni di tubuli renali.
L’endotelio discontinuo è associato a una membrana basale poco strutturata ed è caratterizzato dalla presenza di ampie fenestrazioni larghe 100–200 nm, prive di diaframma. Questo tipo di endotelio si trova nei letti vascolari sinusoidali, principalmente nel fegato, ma anche nella milza e nel midollo osseo.

### Istologia
La forma delle cellule endoteliali varia lungo l’albero vascolare, ma in generale esse sono sottili e leggermente allungate, con dimensioni approssimative di 50 – 70 μm in lunghezza, 10 – 30 μm in larghezza e 0,1–10 μm in spessore. Il nucleo è ovoidale e allungato e il citoplasma contiene, oltre ai consueti organelli (Golgi, mitocondri, reticolo endoplasmatico, ribosomi, lisosomi e citoscheletro), numerose vescicole (particolarmente abbondanti nei capillari, dove costituiscono circa il 20% del volume cellulare) e i Corpi di Weibel-Palade (WPB). Le cellule endoteliali sono cellule polarizzate, in quanto la superficie luminale è differente da quella abluminale (basale).

#### Vescicole
Sono presenti sia vescicole rivestite da clatrina sia vescicole non rivestite contenenti caveolina e cavina. Le prime intervengono nell'endocitosi, svolgendo la funzione di trasporto intracellulare, dalla membrana plasmatica agli endosomi o all'apparato di Golgi, come nel caso dell'endocitosi recettore-mediata della transferrina e delle lipoproteine a bassa densità (LDL).
Le seconde sono molto più numerose, hanno un diametro di 50–70 nm e sono responsabili della transcitosi. Sono particolarmente numerose nei capillari non fenestrati: la loro densità varia da 200/μm3 nelle arteriole a 600/μm3 nelle venule postcapillari, per raggiungere 900-1200/μm3 nei capillari, ad eccezione di alcuni letti capillari, come quelli polmonari (130/μm3) e soprattutto la barriera emato-encefalica (<100/μm3).

#### Corpi di Weibel-Palade (WPB)
I WPB sono vescicole secretorie, specifiche delle cellule endoteliali, che al microscopio elettronico appaiono allungate (rod-shaped), con dimensioni di circa 0.2 x 2 μ, elettrondense e di aspetto regolarmente striato per la presenza di strutture tubulari parallele, costituite dai polimeri del Fattore di von Willebrand (VWF). Oltre a VWF, i corpi WPB contengono la proteina adesiva P-selectina.

#### Citoscheletro
Al microscopio elettronico, il citoscheletro appare organizzato in tre sistemi fondamentali:
1. una rete periferica di filamenti posti subito al di sotto della membrana plasmatica
2. un addensamento sub-membranoso di microfilamenti in corrispondenza della superficie basale e delle giunzioni intercellulari
3. fibre dello stress (fasci di microfilamenti) connessi sia con le adesioni focali della membrana plasmatica basale sia con la membrana apicale.

Il citoscheletro è importante per mantenere la morfologia della cellula, per stabilizzare l'integrità delle strutture di adesione e per modulare la permeabilità endoteliale. La riorganizzazione del citoscheletro in risposta agli stress emodinamici si accompagna a modificazioni della forma cellulare.

#### Superficie cellulare
La superficie luminale presenta numerose fossette a forma di fiasco, dette caveole, ed è "rivestita" dal glicocalice e dallo strato endoteliale superficiale (ESL, endothelial superficial layer). Le caveole, invaginandosi, danno origine alle vescicole contenenti caveolina. Il glicocalice è uno strato glicoproteico con spessore variabile a seconda dello stato funzionale della cellula (mediamente misura circa 60-110 nm).
Questo rivestimento è ricco di cariche negative ed è formato da glicoproteine (es. molecole di adesione, molecole del sistema emostatico), eparansolfato-proteoglicani (es. sindecano, glipicano) e glicolipidi di membrana. La componente glucidica di queste molecole sporge dalla superficie della membrana cellulare.
Al glicocalice luminale aderiscono molecole plasmatiche che formano uno strato spesso (500-1000 nm) che ricopre il glicocalice e che viene indicato come ESL. Sia il glicocalice che l'ESL hanno una notevole importanza funzionale: agiscono da filtro molecolare (influenzando la permeabilità), modulano lo shear stress e inibiscono l'adesione di leucociti e di piastrine.
La superficie basale possiede anch'essa numerose caveole ed è fermamente ancorata alla membrana basale della tonaca intima. Tale ancoraggio è opera di due classi di proteine che mediano l'adesione cellula-matrice extracellulare (ECM):
- le integrine
- gli eparansolfato-proteoglicani

Quasi tutte le proteine che compongono la ECM possiedono siti di legame per entrambe queste due classi. Le integrine e i sindecani presentano un dominio extracellulare che si lega all'ECM, un dominio transmembrana e un dominio intracellulare che interagisce con il citoscheletro.
In tal modo queste proteine adesive si comportano anche da meccanocettori: rispondono alla deformazione e trasmettono segnali dall'ambiente extracellulare all'interno della cellula. Esse possono essere organizzate in complessi strutturali plurimolecolari, chiamati "adesioni focali".
Le adesioni focali appaiono come piccole regioni elettrondense della membrana, di forma allungata, con il diametro maggiore di pochi micron, strettamente aderenti alla ECM e direttamente connesse al citoscheletro. La loro impalcatura portante è costituita dalle integrine, ma alla loro formazione partecipano oltre un centinaio di proteine diverse, sindecani inclusi. Le adesioni focali sono complessi dinamici, che vengono assemblate e disassemblate a seconda delle necessità funzionali.

#### Ciglia primarie
In alcune condizioni particolari sono state descritte sulla superficie endoteliale ciglia primarie solitarie (cilia immobili). Le ciglia primarie hanno una lunghezza di 1-5 μ e sono caratterizzate da una struttura interna (assonema) formata solo da una corona periferica di nove coppie di microtubuli, senza la coppia centrale di microtubuli (struttura "9+0") che distingue le più comuni cilia mobili (struttura "9+2").
Esse svolgono una funzione meccanorecettoriale: sono capaci di rispondere a forze emodinamiche estremamente basse (0.007 dyne/cm2) e trasmettono segnali chimici (es. Ca+2) e meccanici all'interno della cellula. Alla genesi dei primi concorrono le proteine di membrana policistina 1 e 2 e poliductina/fibrocistina (proteina legata allo sviluppo del rene policistico).
I segnali meccanici sono invece trasmessi dai microtubuli dell'assonema al citoscheletro citoplasmatico. Le cilia primarie rispondono anche a forze meccaniche generate nella matrice extracellulare (ECM) grazie alla connessione tra le adesioni focali e il citoscheletro.

#### Giunzioni intercellulari
Nell'endotelio continuo, le cellule endoteliali sono separate da stretti spazi intercellulari di circa 15-20 nm di ampiezza, occupati da glicosaminoglicani. Tra le cellule endoteliali contigue si stabiliscono anche zone circoscritte di contatto più ravvicinato, dove le cellule aderiscono intimamente tra loro, creando così una barriera anatomica dinamica che limita la diffusione delle molecole plasmatiche.
Le strutture macromolecolari responsabili di tale intima adesione sono indicate come giunzioni cellulari, distinti in:
- giunzioni aderenti (adherens junctions)
- giunzioni occludenti (tight junctions)
- giunzioni comunicanti (gap junctions)

Le tight junctions sono più numerose nel settore arterioso della circolazione. Le gap junctions permettono la comunicazione intercitoplasmatica tra cellule endoteliali attraverso il passaggio di piccoli soluti (p.m. <1000-1500 daltons), come ioni, metaboliti e secondi messaggeri; sono composte dalle connessine Cx37, Cx40 e Cx43 che fomano canali (connessoni) nella membrana. La connessina 43 (Cx43) sembra prevalere nelle sedi di flusso disturbato.
Le giunzioni mio-endoteliali (MEJ) sono estroflessioni della membrana plasmatica basale che, spingendosi attraverso discontinuità della lamina elastica interna, mettono in comunicazione diretta le cellule endoteliali con le cellule muscolari lisce della tonaca media, consentendo una puntuale coordinazione funzionale tra queste cellule.
Proprio per questo le MEJ sono più numerose nelle piccole arterie di resistenza (dove la regolazione endoteliale del tono vasale riveste un'importanza maggiore) rispetto alle grandi arterie di conduzione. Nelle MEJ sono presenti gap junctions che permettono l'accoppiamento elettro-chimico tra endotelio e muscolatura vasale.

## Derivazione embriologica
Le cellule endoteliali derivano dal mesoderma attraverso la differenziazione dell’emangioblasto. Gli emangioblasti danno origine agli angioblasti o cellule progenitrici endoteliali, che a loro volta si differenziano in cellule endoteliali di arterie, vene e capillari, ciascun tipo cellulare identificato da uno specifico profilo di espressione genica.
Durante la fase iniziale della differenziazione, si verificano modificazioni epigenetiche ereditarie, come la metilazione e acetilazione degli istoni. Nella fase tardiva della differenziazione, cioè quella organo-specifica delle cellule endoteliali, predominano invece i cambiamenti microambientali, che non vengono trasmessi durante la mitosi.
Tuttavia, anche altre linee cellulari, come le cellule del tessuto adiposo o le cellule staminali neurali, possono trans-differenziarsi in cellule endoteliali.

## Funzione
L'endotelio è fondamentale nel controllo della fluidità del sangue, dell'aggregazione piastrinica e del tono vascolare. È fondamentale nella regolazione immunologica, dell'infiammazione e dell'angiogenesi, oltre a essere un importante organo metabolizzante ed endocrino. Le principali funzioni dell'endotelio sono:
- regolazione della vasodilatazione e vasocostrizione
- regolazione della permeabilità vascolare
- regolazione dell'interazione tra leucociti, piastrine e parete vascolare
- proliferazione e rimodellamento vascolare

### Fluidità del sangue
Le cellule endoteliali impediscono l’adesione, l’aggregazione e l’attivazione delle piastrine, e promuovono la de-aggregazione piastrinica esprimendo acido 13-idrossioctadecadienoico (13-HODE) sulla loro superficie cellulare, rilasciando prostaciclina e ossido nitrico (NO), metabolizzando ATP e ADP tramite ectonucleotidasi di membrana, e impedendo l’azione della trombina. In generale, il NO, la prostaciclina e altre sostanze che attivano la guanilato ciclasi e la adenilato ciclasi mostrano una notevole interazione sinergica nell’inibire l’aggregazione delle piastrine.
Le cellule endoteliali agiscono anche come agenti anticoagulanti naturali. Esse esprimono sulla superficie cellulare il recettore della trombina, chiamato trombomodulina, che converte la trombina da enzima procoagulante a enzima anticoagulante. La trombina legata alla trombomodulina attiva la proteina C, un fenomeno facilitato dalla presenza vicina del recettore endoteliale della proteina C. La proteina C attivata, insieme alla proteina S associata, agisce come freno della cascata coagulativa, inattivando FVa e FVIIIa.
Inoltre, la superficie delle cellule endoteliali è ricca di glicosaminoglicani solfati simili all’eparina, che legano e attivano l’antitrombina, il principale inibitore della trombina e del fattore Xa (FXa). Infine, l’inibitore della via del fattore tissutale inibisce il complesso TF–FVIIa formando un complesso quaternario: TFPI–TF–FVIIa–FXa.

### Emostasi
Quando la continuità dell’endotelio viene interrotta, la matrice subendoteliale e le fibre di collagene vengono esposte. Le piastrine circolanti aderiscono a queste strutture e avviano il processo di emostasi.
Il reclutamento delle piastrine dipende da diversi recettori integrinici che mediano l’adesione alla fibronectina e alla laminina associate alla matrice extracellulare. Tuttavia, il fattore di von Willebrand (vWF) associato alla parete vascolare sembra svolgere un ruolo fondamentale nel reclutamento iniziale delle piastrine e nella formazione del trombo, soprattutto quando il flusso sanguigno è elevato.
Il vWF, una proteina multimerica, è sintetizzato prevalentemente dalle cellule endoteliali e immagazzinato in una delle loro caratteristiche ultrastrutture: i corpi di Weibel–Palade. Il vWF viene rilasciato nella circolazione, dove stabilizza il fattore VIII (FVIII) e si associa al collagene VI nel subendotelio. Nei siti di lesione vascolare, il vWF agisce come ponte tra i tessuti e le piastrine tramite il recettore glicoproteico GPIb/IX/V.
Il vWF circolante si lega al collagene esposto e partecipa alle interazioni tra piastrine e cellule endoteliali. Inoltre, le cellule endoteliali sintetizzano il fattore attivante le piastrine (PAF), un mediatore lipidico che promuove l’attivazione delle piastrine e la loro adesione alle cellule endoteliali.
Proteine anti-trombogene sono esposte sulla membrana delle cellule endoteliali (trombomodulina, inibitore della via del fattore tissutale o TFPI, eparansolfato-proteoglicani e CD39) e sostanze solubili sono liberate dall'endotelio (NO, PGI2, proteina C, proteina S, attivatore tissutale del plasminogeno o tPA e urochinasi o u-PA). La trombomodulina, il TFPI, gli eparansolfati-proteoglicani e la proteina C inibiscono la cascata della coagulazione, mentre NO, PGI2 e CD39 possiedono azione antiaggregante piastrinica.

### Fibrinolisi
Il t-PA viene rilasciato dalle cellule endoteliali in modo costitutivo e anche in seguito a stimolazione, ad esempio per effetto dello stress da taglio o di agonisti come la trombina o la bradichinina. Anche l’u-PA può essere sintetizzato e rilasciato, ma solo dalle cellule endoteliali attivate, ad esempio in risposta a citochine e fattori di crescita.

### Permeabilità vascolare
Gli endoteli continui si comportano come se possedessero due tipi di pori funzionali (teoria dei due pori): “piccoli pori” di diametro di circa 8-10 nm che consentono il passaggio esclusivamente ai soluti di Mr <3 nm e “grandi pori” di diametro di circa 40-60 nm per il passaggio delle macromolecole di Mr >3,6 nm.
Nei capillari dei muscoli scheletrici il rapporto numerico tra piccoli e grandi “pori” è di circa 4000:1. Gli studi di microscopia elettronica hanno indicato, come equivalenti morfologici dei "piccoli pori funzionali", gli spazi intercellulari con i loro apparati giunzionali, mentre le caveole/vescicole non rivestite e i canali intracellulari (tubular-vesicular channels), formati dalla sequenza di vescicole comunicanti tra loro, corrisponderebbero ai “grandi pori”.
Si ritiene che il passaggio di acqua e soluti attraverso l’endotelio avvenga lungo due vie:
- attraverso le fessure intercellulari (via paracellulare)
- attraverso le cellule endoteliali stesse (via transcellulare)

L'acqua per il 60% filtra per via paracellulare, ma per il restante 40% utilizza la via transcellulare, servendosi della via specifica costituita dalle proteine di membrana denominate acquaporine.
Le macromolecole di p.m. >60.000 e Mr >3,6 nm (es. emoglobina, albumina, HDL, IgM, LDL) in condizioni fisiologiche sono trasportate attivamente tramite transcitosi. Per quanto riguarda l’insulina risulta che le cellule endoteliali aortiche trasportano l’ormone con un processo recettore-dipendente coinvolgente le caveole, mentre l’endotelio della microcircolazione utilizza le vescicole rivestite da clatrina.
Esistono sette trasportatori facilitati del glucosio appartenenti alla superfamiglia dei geni GLUT, ma solo GLUT-1 e GLUT-4 sono espressi nelle cellule endoteliali. La regolazione dell’espressione di GLUT-4 è un processo essenziale nella modulazione del trasporto del glucosio, ed è particolarmente importante in condizioni come diabete e ipossiemia. La barriera emato-encefalica è il principale tessuto endoteliale che esprime i trasportatori GLUT, tuttavia, questi trasportatori sono stati rilevati anche in cellule endoteliali in tutto il corpo, inclusi:
- vena ombelicale
- capillari surrenalici
- aorta
- retina
- cuore
- placenta
- occhio
- testicoli

Tra questi, GLUT-1 è l’isoforma più abbondante nelle cellule endoteliali. Esistono molteplici sistemi di trasporto degli amminoacidi nelle cellule endoteliali, ma il sistema y⁺ per il trasporto degli amminoacidi cationici è probabilmente il più rilevante, poiché è attraverso questo sistema che viene trasportata la L-arginina, il substrato per la produzione di ossido nitrico. Diversi studi hanno dimostrato che citochine come il fattore di necrosi tumorale α (TNFα) sono in grado di stimolare il trasporto di L-arginina nelle cellule endoteliali, con conseguente aumento della produzione di ossido nitrico.

### Infiammazione e difesa immunitaria
Le cellule endoteliali producono e reagiscono a una varietà di citochine e altri mediatori. Il repertorio di chemochine delle cellule endoteliali include chemochine α e β e frattalchina, con effetti su: neutrofili, eosinofili, linfociti T, linfociti NK e monociti. Sebbene lo spettro d’azione delle chemochine sia generalmente limitato agli effetti sui leucociti, alcuni studi in vitro hanno mostrato anche effetti sulla funzione delle cellule endoteliali.
Chemochine come IL-8, oncogene α correlato alla crescita e altre chemochine α stimolano la proliferazione e la migrazione delle cellule endoteliali e sono angiogeniche in vivo. Le cellule endoteliali, situate strategicamente all’interfaccia tra tessuto e sangue, presentano diverse chemochine ai leucociti circolanti. Quando le chemochine vengono prodotte in grandi quantità, come nel cancro o nelle infiammazioni croniche, esse contribuiscono all’anti-infiammazione sistemica inducendo il rilascio in circolo dei cosiddetti recettori esca per TNFα e IL-1.
Le cellule endoteliali regolano anche il movimento dei leucociti nei tessuti attraverso un processo attentamente controllato che coinvolge molecole di adesione, le quali mediano l’adesione dei leucociti all’endotelio legandosi a specifici ligandi presenti sui leucociti. Le cellule endoteliali esprimono E-selectina, P-selectina, molecola di adesione intercellulare-1 (ICAM-1) e molecola di adesione cellulare vascolare (VCAM).
ICAM-2 è espressa costitutivamente nelle cellule endoteliali a riposo. ICAM-1 e VCAM sono espresse solo in minima parte nelle cellule endoteliali a riposo, ma la loro espressione può essere aumentata da citochine e dall’attivazione da parte dell'LPS (endotossina).
I linfociti, a differenza delle piastrine e di altri leucociti, possono interagire con le cellule endoteliali anche in condizioni basali tramite il recettore dell'L-selectina. I linfociti attivati esprimono integrine, come l’antigene associato alla funzione leucocitaria-1 (LFA-1) o l’antigene molto tardivo-4 (VLA-4), che interagiscono con ICAM e VCAM. Le molecole di adesione della classe L-selectina e delle integrine β2, come LFA-1 e Mac-1 (integrina alfa M, recettore del complemento 3), sono coinvolte nell’adesione transitoria dei leucociti alle cellule endoteliali.
Il fattore attivante le piastrine (PAF) aumenta l’espressione di LFA-1 e Mac-1 sui leucociti e l’espressione di P-selectina ed E-selectina. I meccanismi coinvolgono l’interazione della glicoproteina piastrinica IIb/IIIa con il fibrinogeno e i recettori endoteliali per la vitronectina. Una volta aderenti, le piastrine potenziano l’adesione dei neutrofili all’endotelio tramite l’espressione di CD154 sulle piastrine attivate, che si lega a CD40 sulle cellule endoteliali. Questo induce l’espressione di molecole di adesione leucocitaria e del fattore tissutale sulla superficie endoteliale.
La stimolazione da parte della trombina o dell’istamina induce selettivamente l’espressione di P-selectina nelle cellule endoteliali, mentre la stimolazione da parte di citochine e LPS induce l’espressione di E-selectina. Il movimento delle cellule aderenti tra le cellule endoteliali strettamente adiacenti e nei tessuti verso il sito di infezione o lesione avviene attraverso passaggi di attivazione sequenziali complessi e strettamente regolati, permettendo di mantenere l’integrità dell’endotelio stesso e allo stesso tempo consentendo il movimento delle cellule infiammatorie attivate fuori dalla circolazione.
Le cellule endoteliali producono una varietà di citochine e fattori di crescita in risposta alla stimolazione da parte di citochine, prodotti batterici, ipossiemia e altri mediatori. Questi includono il fattore stimolante le colonie di granulociti-macrofagi (GM-CSF), il fattore stimolante le colonie di granulociti (G-CSF), il fattore stimolante le colonie di macrofagi (M-CSF), i fattori delle cellule staminali, e le interleuchine IL-1 e IL-6. Sebbene le cellule endoteliali non producano l’antagonista del recettore dell’IL-1, che ha funzione antinfiammatoria, esse esprimono i recettori per il TNF, p55 e p75.
Le cellule endoteliali reagiscono anche a una vasta gamma di citochine, dando luogo a risposte coinvolte nell’immunità, nell’infiammazione, nella trombosi e nell’angiogenesi. Molte delle manifestazioni di queste risposte sono implicate nei processi patogenetici.

### Metabolismo e catabolismo

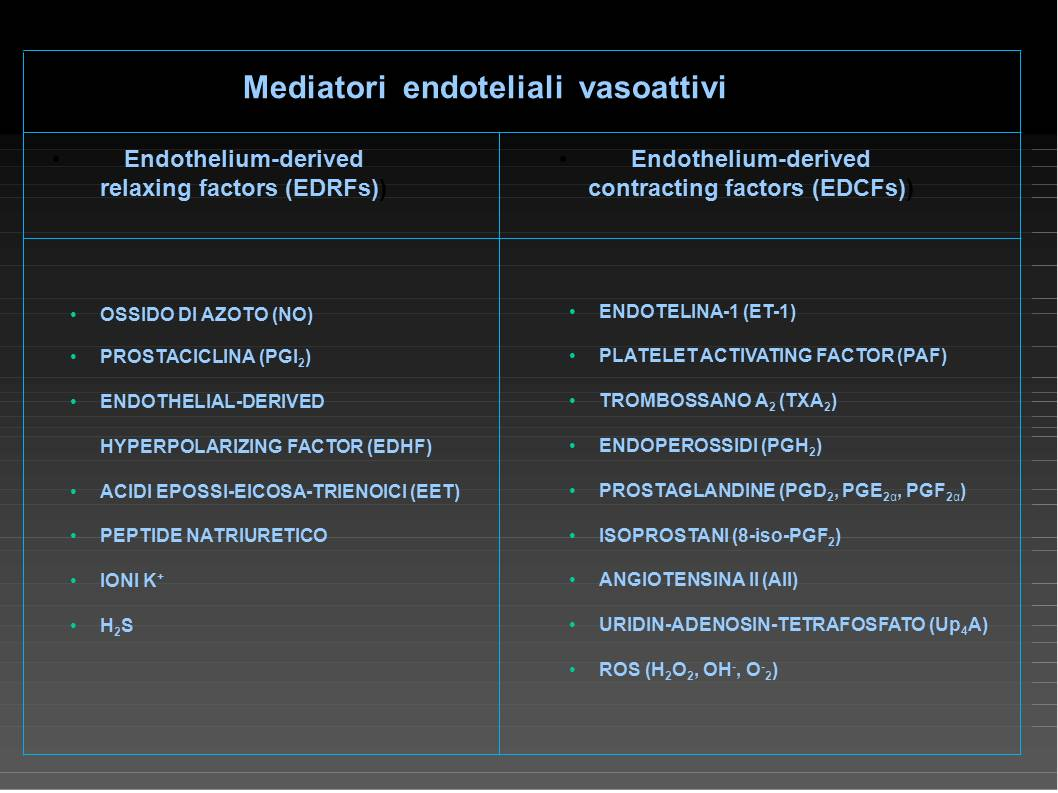
Mediatori vasoattivi prodotti dall'endotelio

Le cellule endoteliali sono coinvolte in intense attività metaboliche, con una marcata eterogeneità che dipende dal letto vascolare, dalla dimensione del vaso o dal tipo di vaso. Oltre al loro ruolo nell’emostasi, le cellule endoteliali possono metabolizzare o, al contrario, attivare numerosi fattori circolanti, con o senza proprietà vasoattive, tra cui:
- ormoni polipeptidici
- ammine
- nucleotidi
- lipoproteine

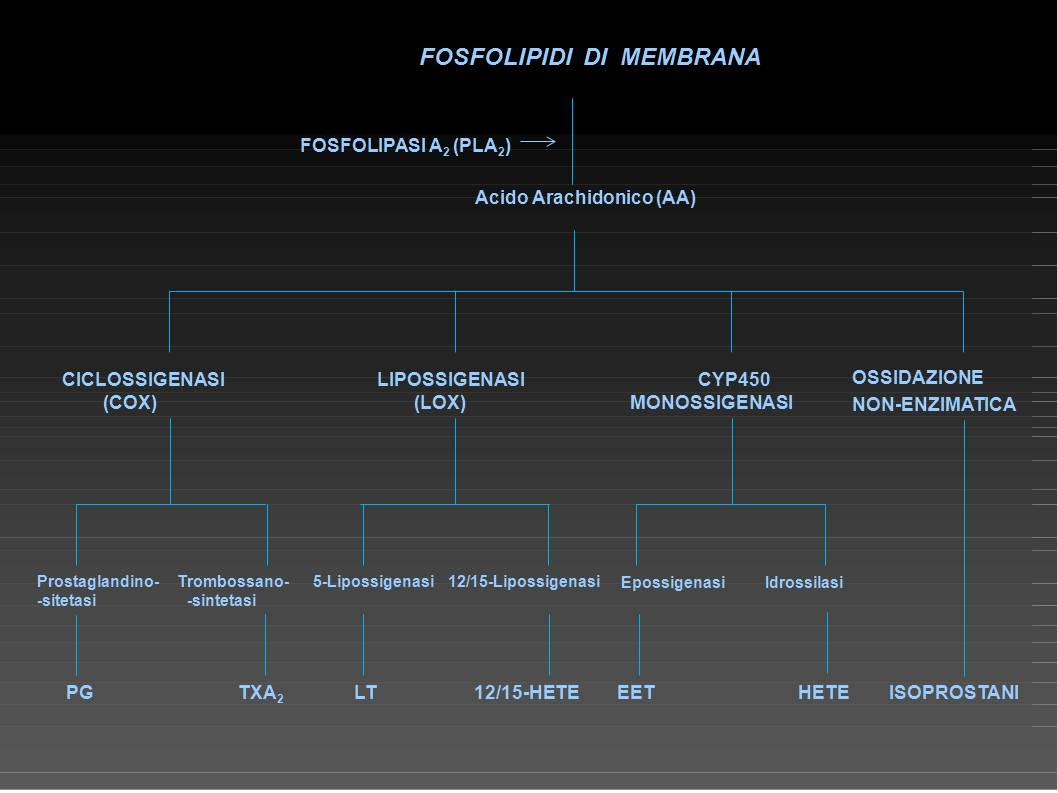
Mediatori derivati dall'acido arachidonico

- metaboliti dell’acido arachidonico
- specie reattive all’ossigeno

Ad esempio, le cellule endoteliali esprimono:
- la monoammino ossidasi (MAO) e catecolo O-metiltransferasi (COMT) che inattivano adrenalina e serotonina
- l'enzima convertitore dell’angiotensina (ACE) che attiva l’angiotensina II e degrada bradichinina, sostanza P, encefaline
- l'ACE-2 che attiva Ang-(1–9) e Ang-(1–7)
- l'endopeptidasi neutra (NEP) che inattiva peptidi natriuretici, sostanza P, tachichinine, bradichinina, ovvero attiva/inattiva le endoteline
- gli enzimi di conversione dell’endotelina (ECE) che producono endoteline, inattivano tachichinine e degradano peptidi amiloidi
- la dipeptidil-peptidasi IV (DPP-IV) che cliva il peptide glucagone-simile 1 (GLP-1) e metabolizza il neuropeptide Y (NPY-1)
- le catepsine
- la superossido dismutasi extracellulare

## Patologia

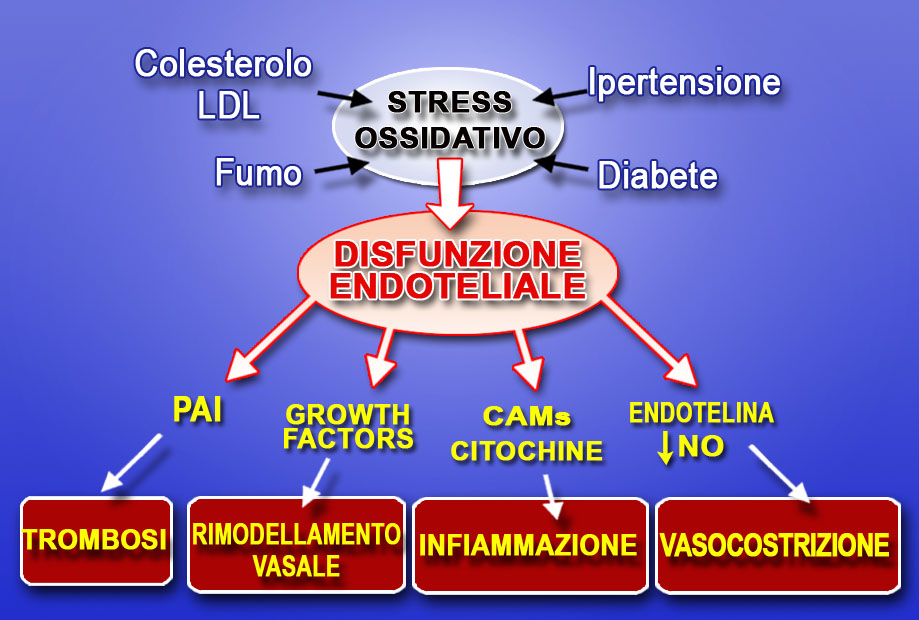
Endotelio e stress ossidativo

Una disfunzione endoteliale legata a uno squilibrio nella sintesi e/o nel rilascio di questi diversi fattori endoteliali può spiegare l'inizio di patologie cardiovascolari, dall'ipertensione all'aterosclerosi, oppure il loro sviluppo e la loro persistenza. In diversi contesti patologici, l’integrità anatomica delle cellule endoteliali è gravemente compromessa:
- le giunzioni cellulari vengono distrutte,
- l’ultrastruttura cellulare subisce profondi cambiamenti,
- si formano aree di danno vascolare in cui si accumulano le placche aterosclerotiche

È stato dimostrato che il danno endoteliale deriva non solo dallo stress ossidativo e nitrossidativo, ma anche da condizioni che alterano il reticolo endoplasmatico, le cui perturbazioni possono influenzare diverse cascate di segnalazione cellulare, la dinamica cellulare e i percorsi biosintetici.
Le cellule endoteliali presenti nei tumori sono un bersaglio per i segnali angiogenici, rappresentando una via di disseminazione e impianto che porta alla metastasi. Durante la metastasi, i tumori spesso utilizzano gli stessi percorsi molecolari dei leucociti. Le citochine prodotte in modo costitutivo dalle cellule tumorali attivano l’espressione di molecole di adesione sulle cellule endoteliali, necessarie per il riconoscimento da parte delle cellule tumorali. Ad esempio, le cellule di melanoma esprimono il recettore VLA-4, che riconosce VCAM-1.
Le chemochine e il VEGF prodotti dalle cellule endoteliali possono influenzare la metastasi delle cellule tumorali verso siti specifici. Le cellule tumorali secernono anche VEGF per indurre l’angiogenesi e per facilitare il passaggio forzato attraverso le giunzioni strette, favorendo così la metastasi.